# Ski pour handicapés aux Jeux olympiques de 1988
Des démonstrations de ski pour handicapés ont lieu aux Jeux olympiques d'hiver de 1988. Elles comprennent des courses de ski alpin pour athlètes amputés d'une jambe se déroulant au Parc olympique du Canada, à Calgary, et des épreuves de 5 kilomètres ski de fond pour aveugles disputées au Centre nordique de Canmore.

## Résultats

### Hommes

#### Slalom géant pour athlètes amputés au-dessus du genou
| Rang | Athlète               | Temps         |
| ---- | --------------------- | ------------- |
| 1    | Alexander Spitz (FRG) | 1 min 21 s 10 |
| 2    | Greg Mannino (USA)    | 1 min 22 s 87 |
| 3    | Fritz Berger (SUI)    | 1 min 25 s 60 |

#### Ski de fond pour athlètes aveugles
| Rang | Athlète                 | Temps         |
| ---- | ----------------------- | ------------- |
| 1    | Hans Anton Aalien (NOR) | 18 min 51 s 2 |
|      | A. Homb (guide)         |               |
| 2    | Ake Petterson (SWE)     | 19 min 29 s 7 |
|      | R. Stridh (guide)       |               |
| 3    | Asmund Tveit (NOR)      | 19 min 48 s 6 |
|      | K. Ulvang (guide)       |               |

### Femmes

#### Slalom géant pour athlètes amputées au-dessus du genou
| Rang | Athlète             | Temps         |
| ---- | ------------------- | ------------- |
| 1    | Diana Golden (USA)  | 1 min 26 s 41 |
| 2    | Cathy Gentile (USA) | 1 min 32 s 86 |
| 3    | Martha Hill (USA)   | 1 min 34 s 87 |

#### Ski de fond pour athlètes aveugles
| Rang | Athlète                 | Temps         |
| ---- | ----------------------- | ------------- |
| 1    | Veronika Preining (AUT) | 22 min 56 s 3 |
|      | S. Haberl (guide)       |               |
| 2    | Kirsti Pennanen (FIN)   | 23 min 00 s 1 |
|      | Viljaharju (guide)      |               |
| 3    | Margret Heger (AUT)     | 26 min 59 s 3 |
|      | M. Pucher (guide)       |               |

## Tableau des médailles
| Rang | Nation               | Or | Argent | Bronze | Total |
| ---- | -------------------- | -- | ------ | ------ | ----- |
| 1er  | États-Unis           | 1  | 2      | 1      | 4     |
| 2e   | Autriche             | 1  | 0      | 1      | 2     |
| 2e   | Norvège              | 1  | 0      | 2      | 3     |
| 4e   | Allemagne de l'Ouest | 1  | 0      | 0      | 1     |
| 5e   | Finlande             | 0  | 1      | 0      | 1     |
| 5e   | Suède                | 0  | 1      | 0      | 1     |
| 7e   | Suisse               | 0  | 0      | 1      | 1     |

### Sources
- (en) Cet article est partiellement ou en totalité issu de l’article de Wikipédia en anglais intitulé « Disabled skiing at the 1988 Winter Olympics » (voir la liste des auteurs).